# Кропивницкий (фестиваль)
Национальный фестиваль «Кропивницкий», также известен как #KropFest (укр. Національний мистецький фестиваль «Кропивницький») — украинский ежегодный национальный фестиваль, который включает осмотр инновационных тенденций в украинской культуре, демонстрацию достижений в определённых видах искусства, таких как театр, музыка, кино, литература, и проводится в городе Кропивницкий (до 2016 года — Кировогра́д) обычно в конце лета.
Заявленная цель фестиваля — объединение различных направлений искусств через создание совместного художественного пространства. Неофициальная — восстановление исторической справедливости и реабилитация статуса Кропивницкого, как земли, которая лелеяла таланты выдающихся корифеев украинского театра и сохранила художественные традиции.
Начиная с 2017 года — фестиваль был проведен трижды.

## История
О создании национального фестиваля стало известно за полгода до проведения первого фестиваля.
По замыслу министра культуры Украины Евгения Нищука, который стал одним из инициаторов фестиваля, город Кропивницкий должен стать своеобразной «театральной Меккой», поскольку именно с этого города (раньше — Елисаветград) вышли выдающиеся театральные корифеи или прославились именно здесь, среди которых Марк Кропивницкий, Панас Саксаганский, Иван Карпенко-Карый, Михаил Старицкий, Мария Заньковецкая и многие другие. А «ядром» фестиваля должен стать именно театр в широком смысле этого слова, и на этом фестивале должны быть показаны все достижения в области театрального искусства, в частности демонстрация лучших театральных работ лучших режиссёров страны.
Чуть позже решено было добавить в рамки фестиваля также и показ других видов искусства, таких как музыка, кино, литература и т. д.
Уже через месяц после объявления о создании такого рода фестиваля состоялась официальная презентация программы будущего мероприятия и официально объявлено о старте его летом 2017 года в городе Кропивницкий.

### Фестиваль 2017
Первый фестиваль был организован Министерством культуры Украины при поддержке Кировоградской областной государственной администрации, Кировоградского областного совета и Кировоградского городского совета, народного депутата Украины Александра Горбунова.
Спонсорами мероприятия выступили телеканал ICTV и радиостанция Краина ФМ.
Бюджет первого фестиваля составил около 7 миллионов гривен.
Фестиваль проходил в период с 29 августа по 3 сентября 2017 на различных тематических художественных локациях в исторической части города Кропивницкий.

#### Театр
В рамках демонстрации театрального искусства на малой и большой сценах Кировоградского академического областного украинского музыкально-драматического театра имени Марка Кропивницкого и в зале Кировоградской областной филармонии были поставлены спектакли Ивано-Франковского музыкально-драматического театра («Нация», режиссёр — Ростислав Держипильский), Луганского академического театра («Остались в дураках», режиссёр — Евгений Мерзляков), Львовского академического духовного театра «Воскресение» ("Ифигения в Авлиде ", «Вишневый сад», «Сны по Кобзарю», режиссёр — Ярослав Федоришин), Сумского областного театра драмы и музыкальной комедии имени Михаила Щепкина («Кто виноват?», режиссёр — Антон Меженину), театральной лаборатории «Театр на Чайной» («Странная представление», режиссёр — Александр Онищен), Национального театра имени Марии Заньковецкой («Катерина», режиссёр — Богдан Ревкевич), Киевского академического Молодого театра («Загадочные вариации», режиссёр — Андрей Белоус) и многих других.

#### Музыка
В рамках музыкального искусства на центральной площади, в парке «Ковалевский» и в Кировоградской областной филармонии дали свои концерты музыканты и творческие объединения из Харькова, Донецка, Львова и Киева, среди известных: Kharkov Guitar Quartet, Kozak System, АтмАсфера, Вивьен Морт, Navkolo Kola, Перкалаба, Друга Ріка, Katya Chilly Group 432Гц, Крихітка, Собаки в космосе, Сёстры Тельнюк, Арсен Мирзоян и другие.

#### Визуальное искусство
В центральном парке города, который стал арт-площадкой в течение шести дней проведения фестиваля, были представлены работы ведущих современных украинских художников, среди которых: скульптурные объекты Виктора Сидоренко и Марии Куликовской, инсталляции Степана Рябченко, Алексея Сая, Антона Логово, интерактивные объекты Алексея Фурдияка и перфоманс от Уты Кильтер.

#### Кино
В рамках кинопрограммы для жителей и гостей города был осуществлен показ художественного фильма «Правило боя», игрового фильма «Две семьи», отреставрированного фильма «Земля» и документальных фильмов «Тарас Шевченко. IDентификация» и «Миф».

### Фестиваль 2018
Ещё до успешного завершения первого фестиваля было анонсировано проведения фестиваля на постоянной основе. Второй такой стартовал 29 августа 2018 года, и продлился до 2 сентября. В рамках фестиваля (во время демонстрации театрального искусства) состоялись спектакли с участием министра культуры Украины — Евгения Нищука и народной артистки СССР — Ады Роговцевой.
На проведение второго фестиваля было предусмотрено из госбюджета 7,5 миллионов гривен, что делает его самым дорогим фестивалем, на который выделяли когда-нибудь бюджетные деньги такого размера.

#### Театр
В рамках демонстрации театрального искусства на сцене Кировоградского академического областного украинского музыкально-драматического театра имени Марка Кропивницкого были поставлены спектакли:
- 30 августа — Киевского театра «Актёр» («Бойцовский клуб», режиссёр — Игорь Билыць), Черниговского театра имени Тараса Шевченка («Вий. Докудрама», режиссёр — Наталья Ворожбит);
- 31 августа — Одесского академического театра им. В. Василько («Тени забытых предков», режиссёр — Иван Урывский)[22], Львовского театра «Воскресенье» («Принцесса и людоед», режиссёр — Алла Федоришин);
- 1 сентября — Харьковского современного театра «Театр 19» («Звериные истории», режиссёр — Игорь Ладенко).
- 2 сентября — Национального академического театра имени Ивана Франка («Момент любви», режиссёр — Тарас Жирко), Львовского театра эстрадных миниатюр («Гамлет», режиссёр — Алексей Кравчук), Театральной мастерской Ады Роговцевой («Соломон в юбке», режиссёр — Екатерина Степанкова).

#### Музыка
В рамках музыкального искусства на центральной площади города, в областной филармонии, а также в концертном зале музыкального колледжа выступили:
- 31 августа — солисты Национальной оперы Украины и Национального дома органной и камерной музыки Украины, среди известных — заслуженный артист Украины Назарий Пилатюк;
- 1 сентября — музыканты и групы, среди которых Антонина Матвиенко, «The Sound Age», «Город дорог», «Мандры», «СКАЙ», Ирина Федишин, «Бумбокс»[23] и другие;
- 1 сентября — лауреат международных конкурсов Дмитрий Ткаченко при участии Камерного оркестра Национального дома органной и камерной музыки Украины[24];
- 2 сентября — известный пианист Юрия Кота, который исполнил произведения Людвига Бетховена.

#### Живопись
В рамках демонстрации живописного искусства с 29 августа по 2 сентября на улицах и площадях города проходил живописный пленэр под названием «Искусство посреди неба».

### Фестиваль 2019
Был проведен в июле 2019 года. Бюджет — около 9 миллионов гривен.

#### Музыка
В рамках музыкального искусства на центральной площади города, в областной филармонии, а также в концертном зале музыкального колледжа выступили:
- 12 июля — украинские музыканты и групы, среди которых Ot Vinta!, Letay, СКАЙ[29].

## Локации
Фестиваль был проведен на различных тематических художественных локациях в исторической части города Кропивницкий, а также на базе тех или иных культурных учреждений, среди которых:
- Драматический театр;
- Областная филармония;
- Крепость Святой Елисаветы[30];
- Музыкальный колледж;
- Театральная улица;
- Театральная площадь города;
- Центральная площадь города и многие другие площадки.

## Критика
После завершения ещё первого фестиваля празднество получило массу критики, как положительной, так и негативной. С одной стороны театралы, музыкальные критики, журналисты и прочие заинтересованные лица приветствовали создание такого рода массового показа искусств, а с другой стороны негодовали в связи со слабой его организацией (в частности многие указывали на недоработанную информационную составляющую), политизацией фестиваля, чрезмерно большим бюджетом, а также ставили под сомнение место проведения этого фестиваля.
В одной из программ Общественного радио (укр. Громадське радіо) было тезисно охарактеризировано фестиваль «Кропивницкий». Во время беседы обсуждалось его предназначение. Так, по словам Ольги Кононенко (одной из ведущей программ этого же радио), фестиваль касается ребрендинга города в связи с тем, что город был переименован из Кировограда на Кропивницкий, а поэтому для закрепления нового имени был и инициирован художественный фестиваль «Кропивницкий».